# Puchar Top Teams siatkarek (2000/2001)
Puchar Top Teams 2000/2001 – 1. sezon turnieju rozgrywanego od 2001 roku, organizowanego przez Europejską Konfederację Piłki Siatkowej (CEV) w ramach europejskich pucharów dla żeńskich klubowych zespołów siatkarskich "starego kontynentu".

## Drużyny uczestniczące
- Holte IF
- VC Mamer
- Volley 80 Petange
- DHG Odense
- KFUM Örebro
- Sparkasse Innsbruck
- Davshanim Raanana
- Kanti Schaffhausen
- Infond Branik Maribor
- Stal Mielec
- AEL Limassol
- Crvena zvezda Galax Belgrad
- Tarmo-Volley Hämeenlinna
- Dynamo-Dżinestra Odessa
- Zeiler Köniz
- Dobrinja Sarajewo
- Hit Nova Gorica
- Telekom Post Wiedeń
- Szakszig Gabona Nyíregyházi
- Egut Eger
- Ais Shoumen
- Asterix Kieldrecht
- ŽOK Tuzla
- Hapoel Ironi Kiryat Ata
- Kometal Student Skopje
- Castelo Da Maia GC
- Arke Pollux Oldenzaal
- Apollon Limassol
- Isola Tongeren
- ASPTT Mulhouse
- Teuta Durres
- Olymp Praga
- CS Madeira
- Rabotnicki Fersped Skopje
- Jedinstvo Užice

## Rozgrywki

### Runda wstępna
| Data       | Drużyna 1         | Wynik | Drużyna 2             | Sety                             |
| ---------- | ----------------- | ----- | --------------------- | -------------------------------- |
| 21.10.2000 | Holte IF          | 0:3   | Arke Pollux Oldenzaal | 10:25, 9:25, 13:25               |
| 22.10.2000 | Holte IF          | 0:3   | Arke Pollux Oldenzaal | 15:25, 21:25, 12:25              |
| 14.10.2000 | VC Mamer          | 0:3   | Sparkasse Innsbruck   | 20:25, 15:25, 14:25              |
| 21.10.2000 | VC Mamer          | 2:3   | Sparkasse Innsbruck   | 25:19, 19:25, 10:25, 26:24, 4:15 |
| 14.10.2000 | Volley 80 Petange | 0:3   | ASPTT Mulhouse        | 5:25, 7:25, 11:25                |
| 21.10.2000 | Volley 80 Petange | 0:3   | ASPTT Mulhouse        | 7:25, 12:25, 9:25                |

### Faza grupowa

#### Grupa A
Tabela
| Lp. | Drużyna             | Pkt | Mecze | Mecze | Mecze | Sety | Sety | Sety  | Małe punkty | Małe punkty | Małe punkty |
| Lp. | Drużyna             | Pkt | M     | W     | P     | wyg. | prz. | ratio | zdob.       | str.        | ratio       |
| --- | ------------------- | --- | ----- | ----- | ----- | ---- | ---- | ----- | ----------- | ----------- | ----------- |
| 1   | KFUM Örebro         | 11  | 6     | 5     | 1     | 17   | 5    | 3.400 | 504         | 414         | 1.217       |
| 2   | Sparkasse Innsbruck | 10  | 6     | 4     | 2     | 13   | 12   | 1.083 | 549         | 556         | 0.987       |
| 3   | Davshanim Raanana   | 8   | 6     | 2     | 4     | 12   | 14   | 0.857 | 546         | 489         | 1.117       |
| 4   | DHG Odense          | 7   | 6     | 1     | 5     | 5    | 16   | 0.313 | 352         | 492         | 0.715       |

Wyniki
| Data       | Drużyna 1           | Wynik | Drużyna 2           | Sety                              |
| ---------- | ------------------- | ----- | ------------------- | --------------------------------- |
| 05.12.2000 | DHG Odense          | 3:1   | Sparkasse Innsbruck | 19:25, 25:22, 25:22, 25:17        |
| 06.12.2000 | KFUM Örebro         | 3:0   | Davshanim Raanana   | 26:24, 25:19, 25:12               |
|            |                     |       |                     |                                   |
| 08.12.2000 | Davshanim Raanana   | 2:3   | KFUM Örebro         | 15:25, 17:25, 25:17, 25:16, 11:15 |
|            |                     |       |                     |                                   |
| 12.12.2000 | Davshanim Raanana   | 3:0   | DHG Odense          | 25:0, 25:0, 25:0                  |
| 13.12.2000 | Sparkasse Innsbruck | 3:2   | KFUM Örebro         | 25:21, 17:25, 25:27, 25:23, 15:9  |
|            |                     |       |                     |                                   |
| 19.12.2000 | DHG Odense          | 0:3   | KFUM Örebro         | 14:25, 12:25, 20:25               |
| 19.12.2000 | Sparkasse Innsbruck | 3:2   | Davshanim Raanana   | 19:25, 23:25, 26:24, 25:23, 15:13 |
| 20.12.2000 | Davshani            | 2:3   | Sparkasse Innsbruck | 18:25, 26:28, 25:22, 27:25, 11:15 |
| 10.01.2001 | KFUM Örebro         | 3:0   | DHG Odense          | 25:13, 25:23, 25:19               |
|            |                     |       |                     |                                   |
| 17.01.2001 | DHG Odense          | 2:3   | Davshanim Raanana   | 25:23, 25:18, 11:25, 23:25, 8:15  |
| 17.01.2001 | KFUM Örebro         | 3:0   | Sparkasse Innsbruck | 25:20, 25:20, 25:18               |
|            |                     |       |                     |                                   |
| 23.01.2001 | Sparkasse Innsbruck | 3:0   | DHG Odense          | 25:22, 25:20, 25:23               |

#### Grupa B
Tabela
| Lp. | Drużyna               | Pkt | Mecze | Mecze | Mecze | Sety | Sety | Sety  | Małe punkty | Małe punkty | Małe punkty |
| Lp. | Drużyna               | Pkt | M     | W     | P     | wyg. | prz. | ratio | zdob.       | str.        | ratio       |
| --- | --------------------- | --- | ----- | ----- | ----- | ---- | ---- | ----- | ----------- | ----------- | ----------- |
| 1   | Infond Branik Maribor | 10  | 6     | 4     | 2     | 14   | 7    | 2.000 | 484         | 388         | 1.247       |
| 2   | Kanti Schaffhausen    | 10  | 6     | 4     | 2     | 14   | 8    | 1.750 | 471         | 418         | 1.127       |
| 3   | Stal Mielec           | 10  | 6     | 4     | 2     | 12   | 7    | 1.714 | 438         | 357         | 1.227       |
| 4   | AEL Limassol          | 6   | 6     | 0     | 6     | 0    | 18   | 0.000 | 220         | 450         | 0.489       |

Wyniki
| Data       | Drużyna 1             | Wynik | Drużyna 2             | Sety                              |
| ---------- | --------------------- | ----- | --------------------- | --------------------------------- |
| 05.12.2000 | Kanti Schaffhausen    | 1:3   | Stal Mielec           | 11:25, 13:25, 25:13, 21:25        |
| 05.12.2000 | Infond Branik Maribor | 3:0   | AEL Limassol          | 25:2, 25:13, 25:16                |
|            |                       |       |                       |                                   |
| 12.12.2000 | AEL Limassol          | 0:3   | Kanti Schaffhausen    | 14:25, 15:25, 18:25               |
| 13.12.2000 | Stal Mielec           | 3:0   | Infond Branik Maribor | 25:21, 25:19, 25:17               |
|            |                       |       |                       |                                   |
| 20.12.2000 | Stal Mielec           | 3:0   | AEL Limassol          | 25:10, 25:13, 25:10               |
| 21.12.2000 | Kanti Schaffhausen    | 3:2   | Infond Branik Maribor | 25:22, 23:25, 25:18, 16:25, 15:13 |
|            |                       |       |                       |                                   |
| 09.01.2001 | AEL Limassol          | 0:3   | Stal Mielec           | 16:25, 9:25, 20:25                |
| 10.01.2001 | Infond Branik Maribor | 3:1   | Kanti Schaffhausen    | 25:17, 25:14, 22:25, 25:16        |
|            |                       |       |                       |                                   |
| 17.01.2001 | Kanti Schaffhausen    | 3:0   | AEL Limassol          | 25:11, 25:8, 25:8                 |
| 17.01.2001 | Infond Branik Maribor | 3:0   | Stal Mielec           | 25:21, 27:25, 25:23               |
|            |                       |       |                       |                                   |
| 23.01.2001 | Stal Mielec           | 0:3   | Kanti Schaffhausen    | 21:25, 21:25, 14:25               |
| 23.01.2001 | AEL Limassol          | 0:3   | Infond Branik Maribor | 11:25, 11:25, 15:25               |

#### Grupa C
Tabela
| Lp. | Drużyna                     | Pkt | Mecze | Mecze | Mecze | Sety | Sety | Sety  | Małe punkty | Małe punkty | Małe punkty |
| Lp. | Drużyna                     | Pkt | M     | W     | P     | wyg. | prz. | ratio | zdob.       | str.        | ratio       |
| --- | --------------------------- | --- | ----- | ----- | ----- | ---- | ---- | ----- | ----------- | ----------- | ----------- |
| 1   | Dynamo-Dżinestra Odessa     | 12  | 6     | 6     | 0     | 18   | 3    | 6.000 | 504         | 359         | 1.404       |
| 2   | Zeiler Köniz                | 10  | 6     | 4     | 2     | 15   | 7    | 2.143 | 509         | 463         | 1.099       |
| 3   | Crvena Zvezda Galax Belgrad | 7   | 6     | 1     | 5     | 6    | 17   | 0.353 | 442         | 519         | 0.852       |
| 4   | Tarmo-Volley Hämeenlinna    | 7   | 6     | 1     | 5     | 5    | 17   | 0.294 | 396         | 510         | 0.776       |

Wyniki
| Data       | Drużyna 1                | Wynik | Drużyna 2                | Sety                              |
| ---------- | ------------------------ | ----- | ------------------------ | --------------------------------- |
| 06.12.2000 | Crvena Zvezda Belgrad    | 3:2   | Tarmo-Volley Hämeenlinna | 22:25, 25:10, 26:24, 21:25, 15:8  |
| 06.12.2000 | Dynamo-Dżinestra Odessa  | 3:1   | Zeiler Köniz             | 25:22, 25:18, 23:25, 25:17        |
|            |                          |       |                          |                                   |
| 13.12.2000 | Tarmo-Volley Hämeenlinna | 0:3   | Dynamo-Dżinestra Odessa  | 17:25, 8:25, 20:25                |
| 13.12.2000 | Zeiler Köniz             | 3:1   | Crvena Zvezda Belgrad    | 25:14, 25:19, 23:25, 25:14        |
|            |                          |       |                          |                                   |
| 20.12.2000 | Crvena Zvezda Belgrad    | 0:3   | Dynamo-Dżinestra Odessa  | 22:25, 14:25, 17:25               |
| 20.12.2000 | Tarmo-Volley Hämeenlinna | 0:3   | Zeiler Köniz             | 21:25, 24:26, 15:25               |
|            |                          |       |                          |                                   |
| 10.01.2001 | Dynamo-Dżinestra Odessa  | 3:0   | Crvena Zvezda Belgrad    | 25:22, 25:8, 25:13                |
| 10.01.2001 | Zeiler Köniz             | 3:0   | Tarmo-Volley Hämeenlinna | 26:24, 25:18, 25:19               |
|            |                          |       |                          |                                   |
| 17.01.2001 | Crvena Zvezda Belgrad    | 0:3   | Zeiler Köniz             | 20:25, 21:25, 25:27               |
| 17.01.2001 | Dynamo-Dżinestra Odessa  | 3:0   | Tarmo-Volley Hämeenlinna | 25:13, 25:7, 25:16                |
|            |                          |       |                          |                                   |
| 23.01.2001 | Tarmo-Volley Hämeenlinna | 3:2   | Crvena Zvezda Belgrad    | 25:19, 19:25, 18:25, 25:22, 15:8  |
| 23.01.2001 | Zeiler Köniz             | 2:3   | Dynamo-Dżinestra Odessa  | 17:25, 25:21, 25:20, 22:25, 11:15 |

#### Grupa D
Tabela
| Lp. | Drużyna                     | Pkt | Mecze | Mecze | Mecze | Sety | Sety | Sety   | Małe punkty | Małe punkty | Małe punkty |
| Lp. | Drużyna                     | Pkt | M     | W     | P     | wyg. | prz. | ratio  | zdob.       | str.        | ratio       |
| --- | --------------------------- | --- | ----- | ----- | ----- | ---- | ---- | ------ | ----------- | ----------- | ----------- |
| 1   | Telekom Post Wiedeń         | 12  | 6     | 6     | 0     | 18   | 1    | 18.000 | 468         | 327         | 1.431       |
| 2   | Szakszig Gabona Nyíregyházi | 9   | 6     | 3     | 3     | 12   | 9    | 1.333  | 470         | 410         | 1.146       |
| 3   | Hit Nova Gorica             | 9   | 6     | 3     | 3     | 9    | 13   | 0.692  | 448         | 466         | 0.961       |
| 4   | Dobrinja Sarajewo           | 6   | 6     | 0     | 6     | 2    | 18   | 0.111  | 313         | 496         | 0.631       |

Wyniki
| Data       | Drużyna 1                   | Wynik | Drużyna 2                   | Sety                              |
| ---------- | --------------------------- | ----- | --------------------------- | --------------------------------- |
| 05.12.2000 | Dobrinja Sarajewo           | 1:3   | Hit Nova Gorica             | 26:24, 13:25, 21:25, 14:25        |
| 07.12.2000 | Telekom Post Wiedeń         | 3:0   | Szakszig Gabona Nyíregyházi | 25:20, 25:19, 25:17               |
|            |                             |       |                             |                                   |
| 13.12.2000 | Szakszig Gabona Nyíregyházi | 3:0   | Dobrinja Sarajewo           | 25:17, 25:17, 25:9                |
| 13.12.2000 | Hit Nova Gorica             | 0:3   | Telekom Post Wiedeń         | 18:25, 14:25, 22:25               |
|            |                             |       |                             |                                   |
| 20.12.2000 | Dobrinja Sarajewo           | 0:3   | Telekom Post Wiedeń         | 16:25, 12:25, 16:25               |
| 20.12.2000 | Hit Nova Gorica             | 3:2   | Szakszig Gabona Nyíregyházi | 20:25, 25:19, 16:25, 25:23, 16:14 |
|            |                             |       |                             |                                   |
| 11.01.2001 | Szakszig Gabona Nyíregyházi | 3:0   | Hit Nova Gorica             | 25:15, 25:9, 25:21                |
| 11.01.2001 | Telekom Post Wiedeń         | 3:0   | Dobrinja Sarajewo           | 25:11, 25:16, 25:12               |
|            |                             |       |                             |                                   |
| 17.01.2001 | Dobrinja Sarajewo           | 0:3   | Szakszig Gabona Nyíregyházi | 12:25, 18:25, 22:25               |
| 18.01.2001 | Telekom Post Wiedeń         | 3:0   | Hit Nova Gorica             | 25:15, 25:19, 25:17               |
|            |                             |       |                             |                                   |
| 23.01.2001 | Hit Nova Gorica             | 3:1   | Dobrinja Sarajewo           | 25:14, 25:10, 22:25, 25:12        |
| 23.01.2001 | Szakszig Gabona Nyíregyházi | 1:3   | Telekom Post Wiedeń         | 22:25, 25:18, 17:25, 19:25        |

#### Grupa E
Tabela
| Lp. | Drużyna            | Pkt | Mecze | Mecze | Mecze | Sety | Sety | Sety  | Małe punkty | Małe punkty | Małe punkty |
| Lp. | Drużyna            | Pkt | M     | W     | P     | wyg. | prz. | ratio | zdob.       | str.        | ratio       |
| --- | ------------------ | --- | ----- | ----- | ----- | ---- | ---- | ----- | ----------- | ----------- | ----------- |
| 1   | Asterix Kieldrecht | 12  | 6     | 6     | 0     | 18   | 3    | 6.000 | 499         | 319         | 1.564       |
| 2   | Egut Eger          | 10  | 6     | 4     | 2     | 15   | 6    | 2.500 | 478         | 368         | 1.299       |
| 3   | ŽOK Tuzla          | 7   | 6     | 1     | 5     | 5    | 16   | 0.313 | 343         | 488         | 0.703       |
| 4   | Ais Shoumen        | 7   | 6     | 1     | 5     | 4    | 17   | 0.235 | 358         | 503         | 0.712       |

Wyniki
| Data       | Drużyna 1          | Wynik | Drużyna 2          | Sety                              |
| ---------- | ------------------ | ----- | ------------------ | --------------------------------- |
| 06.12.2000 | Egut Eger          | 3:0   | Ais Shoumen        | 25:16, 25:14, 25:9                |
| 06.12.2000 | Asterix Kieldrecht | 3:0   | ŽOK Tuzla          | 25:16, 25:8, 25:13                |
|            |                    |       |                    |                                   |
| 13.12.2000 | ŽOK Tuzla          | 0:3   | Egut Eger          | 19:25, 16:25, 7:25                |
| 14.12.2000 | Ais Shoumen        | 0:3   | Asterix Kieldrecht | 21:25, 8:25, 13:25                |
|            |                    |       |                    |                                   |
| 20.12.2000 | Egut Eger          | 2:3   | Asterix Kieldrecht | 25:18, 26:24, 8:25, 21:25, 13:15  |
| 20.12.2000 | Ais Shoumen        | 3:2   | ŽOK Tuzla          | 22:25, 26:24, 25:19, 19:25, 15:11 |
|            |                    |       |                    |                                   |
| 10.01.2001 | ŽOK Tuzla          | 3:1   | Ais Shoumen        | 24:26, 25:22, 25:21, 25:12        |
| 10.01.2001 | Asterix Kieldrecht | 3:1   | Egut Eger          | 25:17, 25:17, 14:25, 28:26        |
|            |                    |       |                    |                                   |
| 17.01.2001 | Egut Eger          | 3:0   | ŽOK Tuzla          | 25:13, 25:9, 25:9                 |
| 17.01.2001 | Asterix Kieldrecht | 3:0   | Ais Shoumen        | 25:6, 25:12, 25:14                |
|            |                    |       |                    |                                   |
| 23.01.2001 | Ais Shoumen        | 0:3   | Egut Eger          | 17:25, 20:25, 20:25               |
| 23.01.2001 | ŽOK Tuzla          | 0:3   | Asterix Kieldrecht | 6:25, 15:25, 9:25                 |

#### Grupa F
Tabela
| Lp. | Drużyna                 | Pkt | Mecze | Mecze | Mecze | Sety | Sety | Sety  | Małe punkty | Małe punkty | Małe punkty |
| Lp. | Drużyna                 | Pkt | M     | W     | P     | wyg. | prz. | ratio | zdob.       | str.        | ratio       |
| --- | ----------------------- | --- | ----- | ----- | ----- | ---- | ---- | ----- | ----------- | ----------- | ----------- |
| 1   | Arke Pollux Oldenzaal   | 11  | 6     | 5     | 1     | 15   | 4    | 3.750 | 453         | 401         | 1.130       |
| 2   | Castelo Da Maia GC      | 11  | 6     | 5     | 1     | 15   | 5    | 3.000 | 474         | 388         | 1.222       |
| 3   | Hapoel Ironi Kiryat Ata | 7   | 6     | 1     | 5     | 7    | 15   | 0.467 | 463         | 509         | 0.910       |
| 4   | Kometal Student Skopje  | 7   | 6     | 1     | 5     | 4    | 17   | 0.235 | 416         | 508         | 0.819       |

Wyniki
| Data       | Drużyna 1               | Wynik | Drużyna 2               | Sety                              |
| ---------- | ----------------------- | ----- | ----------------------- | --------------------------------- |
| 04.01.2001 | Hapoel Ironi Kiryat Ata | 3:0   | Kometal Student Skopje  | 25:23, 25:15, 25:23               |
| 07.12.2000 | Castelo Da Maia GC      | 3:0   | Arke Pollux Oldenzaal   | 25:19, 25:16, 25:18               |
|            |                         |       |                         |                                   |
| 12.12.2000 | Arke Pollux Oldenzaal   | 3:0   | Hapoel Ironi Kiryat Ata | 25:19, 25:21, 25:20               |
| 13.12.2000 | Kometal Student Skopje  | 1:3   | Castelo Da Maia GC      | 25:21, 16:25, 22:25, 23:25        |
| 13.12.2000 | Hapoel Ironi Kiryat Ata | 1:3   | Arke Pollux Oldenzaal   | 26:24, 24:26, 22:25, 23:25        |
|            |                         |       |                         |                                   |
| 21.12.2000 | Kometal Student Skopje  | 0:3   | Arke Pollux Oldenzaal   | 17:25, 17:25, 18:25               |
|            |                         |       |                         |                                   |
| 09.01.2001 | Hapoel Ironi Kiryat Ata | 0:3   | Castelo Da Maia GC      | 14:25, 12:25, 13:25               |
| 11.01.2001 | Arke Pollux Oldenzaal   | 3:0   | Kometal Student Skopje  | 25:23, 25:20, 25:22               |
| 10.01.2001 | Castelo Da Maia GC      | 3:1   | Hapoel Ironi Kiryat Ata | 25:19, 25:23, 24:26, 25:14        |
|            |                         |       |                         |                                   |
| 17.01.2001 | Castelo Da Maia GC      | 3:0   | Kometal Student Skopje  | 25:21, 25:18, 25:14               |
|            |                         |       |                         |                                   |
| 23.01.2001 | Kometal Student Skopje  | 3:2   | Hapoel Ironi Kiryat Ata | 19:25, 29:27, 25:23, 11:25, 15:12 |
| 23.01.2001 | Arke Pollux Oldenzaal   | 3:0   | Castelo Da Maia GC      | 25:19, 25:22, 25:13               |

#### Grupa G
Tabela
| Lp. | Drużyna          | Pkt | Mecze | Mecze | Mecze | Sety | Sety | Sety  | Małe punkty | Małe punkty | Małe punkty |
| Lp. | Drużyna          | Pkt | M     | W     | P     | wyg. | prz. | ratio | zdob.       | str.        | ratio       |
| --- | ---------------- | --- | ----- | ----- | ----- | ---- | ---- | ----- | ----------- | ----------- | ----------- |
| 1   | ASPTT Mulhouse   | 12  | 6     | 6     | 0     | 18   | 2    | 9.000 | 483         | 294         | 1.643       |
| 2   | Isola Tongeren   | 10  | 6     | 4     | 2     | 14   | 6    | 2.333 | 450         | 361         | 1.247       |
| 3   | Teuta Durres     | 8   | 6     | 2     | 4     | 6    | 13   | 0.462 | 371         | 401         | 0.925       |
| 4   | Apollon Limassol | 6   | 6     | 0     | 6     | 1    | 18   | 0.056 | 221         | 469         | 0.471       |

Wyniki
| Data       | Drużyna 1        | Wynik | Drużyna 2        | Sety                              |
| ---------- | ---------------- | ----- | ---------------- | --------------------------------- |
| 05.12.2000 | Apollon Limassol | 0:3   | Isola Tongeren   | 14:25, 10:25, 9:25                |
| 06.12.2000 | ASPTT Mulhouse   | 3:0   | Teuta Durres     | 25:8, 25:6, 25:21                 |
|            |                  |       |                  |                                   |
| 13.12.2000 | Teuta Durres     | 3:0   | Apollon Limassol | 25:7, 25:10, 25:19                |
| 13.12.2000 | Isola Tongeren   | 2:3   | ASPTT Mulhouse   | 25:22, 18:25, 16:25, 25:21, 12:15 |
|            |                  |       |                  |                                   |
| 19.12.2000 | Apollon Limassol | 0:3   | ASPTT Mulhouse   | 11:25, 6:25, 11:25                |
| 20.12.2000 | Isola Tongeren   | 3:0   | Teuta Durres     | 25:18, 25:18, 25:20               |
|            |                  |       |                  |                                   |
| 10.01.2001 | Teuta Durres     | 0:3   | Isola Tongeren   | 17:25, 19:25, 19:25               |
| 10.01.2001 | ASPTT Mulhouse   | 3:0   | Apollon Limassol | 25:9, 25:6, 25:10                 |
|            |                  |       |                  |                                   |
| 16.01.2001 | Apollon Limassol | 1:3   | Teuta Durres     | 25:19, 9:25, 17:25, 14:25         |
| 17.01.2001 | ASPTT Mulhouse   | 3:0   | Isola Tongeren   | 25:20, 25:14, 25:20               |
|            |                  |       |                  |                                   |
| 23.01.2001 | Teuta Durres     | 0:3   | ASPTT Mulhouse   | 18:25, 22:25, 16:25               |
| 23.01.2001 | Isola Tongeren   | 3:0   | Apollon Limassol | 25:12, 25:13, 25:9                |

#### Grupa H
Tabela
| Lp. | Drużyna                   | Pkt | Mecze | Mecze | Mecze | Sety | Sety | Sety  | Małe punkty | Małe punkty | Małe punkty |
| Lp. | Drużyna                   | Pkt | M     | W     | P     | wyg. | prz. | ratio | zdob.       | str.        | ratio       |
| --- | ------------------------- | --- | ----- | ----- | ----- | ---- | ---- | ----- | ----------- | ----------- | ----------- |
| 1   | Olymp Praga               | 11  | 6     | 5     | 1     | 15   | 7    | 2.143 | 501         | 445         | 1.126       |
| 2   | Jedinstvo Užice           | 10  | 6     | 4     | 2     | 16   | 8    | 2.000 | 578         | 500         | 1.156       |
| 3   | CS Madeira                | 9   | 6     | 3     | 3     | 12   | 12   | 1.000 | 544         | 527         | 1.032       |
| 4   | Rabotnicki Fersped Skopje | 6   | 6     | 0     | 6     | 2    | 18   | 0.111 | 367         | 518         | 0.708       |

Wyniki
| Data       | Drużyna 1                 | Wynik | Drużyna 2                 | Sety                              |
| ---------- | ------------------------- | ----- | ------------------------- | --------------------------------- |
| 06.12.2000 | Olymp Praga               | 3:1   | CS Madeira                | 25:18, 26:28, 27:25, 25:19        |
| 07.12.2000 | Rabotnicki Fersped Skopje | 1:3   | Jedinstvo Užice           | 17:25, 46:44, 17:25, 15:25        |
|            |                           |       |                           |                                   |
| 12.12.2000 | Jedinstvo Užice           | 3:0   | Olymp Praga               | 26:24, 25:16, 25:14               |
| 13.12.2000 | CS Madeira                | 3:0   | Rabotnicki Fersped Skopje | 25:18, 25:6, 25:19                |
|            |                           |       |                           |                                   |
| 20.12.2000 | Olymp Praga               | 3:0   | Rabotnicki Fersped Skopje | 25:20, 25:16, 25:17               |
| 20.12.2000 | CS Madeira                | 3:2   | Jedinstvo Užice           | 26:24, 22:25, 25:21, 20:25, 16:14 |
|            |                           |       |                           |                                   |
| 10.01.2001 | Rabotnicki Fersped Skopje | 0:3   | Olymp Praga               | 19:25, 24:26, 16:25               |
| 11.01.2001 | Jedinstvo Užice           | 3:1   | CS Madeira                | 34:36, 25:14, 25:23, 25:22        |
|            |                           |       |                           |                                   |
| 16.01.2001 | Rabotnicki Fersped Skopje | 1:3   | CS Madeira                | 8:25, 20:25, 25:23, 23:25         |
| 17.01.2001 | Olymp Praga               | 3:2   | Jedinstvo Užice           | 25:10, 21:25, 20:25, 25:20, 15:10 |
|            |                           |       |                           |                                   |
| 23.01.2001 | CS Madeira                | 1:3   | Olymp Praga               | 25:12, 17:25, 23:25, 12:25        |
| 23.01.2001 | Jedinstvo Užice           | 3:0   | Rabotnicki Fersped Skopje | 25:14, 25:19, 25:8                |

### Ćwierćfinał
| Data       | Drużyna 1             | Wynik | Drużyna 2               | Sety                              |
| ---------- | --------------------- | ----- | ----------------------- | --------------------------------- |
| 14.02.2001 | Olymp Praga           | 2:3   | Asterix Kieldrecht      | 25:21, 27:25, 21:25, 13:25, 13:15 |
| 22.02.2001 | Olymp Praga           | 0:3   | Asterix Kieldrecht      | 23:25, 16:25, 24:26               |
| 15.02.2001 | Telekom Post Wiedeń   | 3:0   | ASPTT Mulhouse          | 25:16, 26:24, 25:16               |
| 22.02.2001 | Telekom Post Wiedeń   | 3:1   | ASPTT Mulhouse          | 25:20, 23:25, 25:20, 25:15        |
| 15.02.2001 | Arke Pollux Oldenzaal | 2:3   | Dynamo-Dżinestra Odessa | 15:25, 25:22, 19:25, 25:19, 15:17 |
| 20.02.2001 | Arke Pollux Oldenzaal | 0:3   | Dynamo-Dżinestra Odessa | 23:25, 22:25, 21:25               |
| 14:02.2001 | KFUM Örebro           | 0:3   | Infond Branik Maribor   | 17:25, 14:25, 18:25               |
| 20.02.2001 | KFUM Örebro           | 0:3   | Infond Branik Maribor   | 9:25, 17:25, 22:25                |

### Turniej finałowy
Wiedeń

#### Półfinał
| Data       | Drużyna 1           | Wynik | Drużyna 2               | Sety                       |
| ---------- | ------------------- | ----- | ----------------------- | -------------------------- |
| 22.03.2001 | Asterix Kieldrecht  | 3:1   | Dynamo-Dżinestra Odessa | 25:20, 23:25, 25:23, 25:21 |
| 22.03.2001 | Telekom Post Wiedeń | 3:1   | Infond Branik Maribor   | 25:19, 24:26, 25:23, 25:10 |

#### Mecz o 3. miejsce
| Data       | Drużyna 1               | Wynik | Drużyna 2             | Sety                       |
| ---------- | ----------------------- | ----- | --------------------- | -------------------------- |
| 23.03.2001 | Dynamo-Dżinestra Odessa | 3:1   | Infond Branik Maribor | 19:25, 25:15, 25:21, 25:21 |

#### Finał
| Data       | Drużyna 1          | Wynik | Drużyna 2           | Sety                              |
| ---------- | ------------------ | ----- | ------------------- | --------------------------------- |
| 23.03.2001 | Asterix Kieldrecht | 3:2   | Telekom Post Wiedeń | 16:25, 25:23, 25:23, 22:25, 15:13 |

## Klasyfikacja końcowa
| Miejsce | Drużyna                 |
| ------- | ----------------------- |
| złoto   | Asterix Kieldrecht      |
| srebro  | Telekom Post Wiedeń     |
| brąz    | Dynamo-Dżinestra Odessa |
| 4.      | Infond Branik Maribor   |